# Хвошня (погост)
Хвошня — погост у истоков реки Руна, между озерами Хвошня, в честь которого и назван, и Истошня. В настоящее время входит в черту поселка Рунский Пеновского района Тверской области.

## История
Деревянный храм на погосте возвели в 1759—1760 годах, в нем было три престола: Рождества Христова, святителя Николая и иконы Божией Матери Знамение. В 1799—1801 годах Ириной Мироновной Арбузовой, уже вдовой и пожилой, была построена еще одна церковь, святого Пророка Илии, также деревянная. Храм был высокий со сложным восьмериковым завершением.
Ильинский храм простоял до освящения каменного храма, выстроенного уже иным помещиком, лесопромышленником Петром Семеновичем Уткиным. Каменный храм строили очень медленно: с 1867 по 1888 годы. Он сменил старый, разобранный для освобождения места под строительство Рождественский храм. После окончания строительства и Ильинский храм был также разобран. В каменном храме был главный престол в честь Илии Пророка, а в трапезной престолы были освящены в честь Рождества Христова и святителя Николая.
В конце 1930-х годов церковь была окончательно отобрана у верующих. Перед этим в 1935—1937 годах в ней работал псаломщиком монах Новосоловецкой пустыни Виталий (Кокорев), вернувшийся из лагерей под Комсомольском-на-Амуре. Он был слишком опасен властям как активный церковник, и в период массовых репрессий осенью 1937 года вновь был арестован и 7 октября 1937 года расстрелян. Ныне преподобномученик Виталий (Кокорев) причислен к лику святых Русской Православной Церкви.
Здание храма было повреждено в ходе боев в 1941—1942 годах, но долго еще стояло на погосте, окончательно разобранное лишь в 1954 году при строительстве поселка Рунский. На месте погоста к моменту начала возрождения прихода оставалось только несколько могилок советского времени. От всех прежних храмов сохранялись лишь фундаменты.
Возрождение началось в 2002 году. В 2003 был заложен новый деревянный храм в честь Рождества Христова. Он в целом достроен и украшен к 2008 году, став центром небольшого, но крепкого прихода, состоящего и из местных жителей, и из приезжающих на лето дачников. В новом храме на правом клиросе установлена икона преподобномученика Виталия (Кокорева), покровителя этого святого места.